# Sacramento River Rats
Die Sacramento River Rats waren ein US-amerikanisches Inlinehockeyfranchise aus Sacramento im Bundesstaat Kalifornien. Es existierte von 1994 bis 1997 und nahm an vier Spielzeiten der professionellen Inlinehockeyliga Roller Hockey International teil. Die Heimspiele des Teams wurden von 1994 bis 1996 in der ARCO Arena, in der Saison 1997 im Cal Expo Amphitheatre, ausgetragen.

## Geschichte
Das Team war vor der Saison 1994 von New Haven, Connecticut, wo es als Connecticut Coasters spielte, nach Sacramento im Bundesstaat Kalifornien verlegt worden. In seiner ersten Saison in der Roller Hockey International verpasste das Team die Play-offs um den Murphy Cup deutlich. In ihrer zweiten Spielzeit gelangten die River Rats bis in das Conference-Viertelfinale, unterlagen dort aber den San Diego Barracudas. 1996 und 1997 gelang die Qualifikation für die Playoffs nicht.
Nach der abgesagten RHI-Saison 1998 kehrte das Team im Jahr 1999 nicht in die Liga zurück.
1994 hatte das Team einen Zuschauerschnitt von 3702 und fand sich im Vergleich der anderen Teams im Mittelfeld wieder. Der Zuschauerkrösus Anaheim Bullfrogs hatte einen Schnitt von 10155, während lediglich 1505 Zuschauer die Spiele der Calgary Rad’z besuchen wollten. In den Folgejahren pendelte der Zuschauerschnitt der River Rats zwischen 3198 und 3996 Besucher.
Die Teamfarben waren Schwarz, Waldgrün, Grau, Gelb und Braun.

## Saisonstatistik
Abkürzungen: Sp = Spiele, S = Siege, N = Niederlagen, U = Unentschieden, OTN = Niederlagen nach Overtime oder Shootout, Pkt = Punkte, T = Erzielte Tore, GT = Gegentore
| Saison | Sp | S  | N  | U | OTN | Pkt | T   | GT  | Platz         | Playoffs                                                |
| 1994   | 22 | 5  | 17 | 0 | –   | 10  | 145 | 221 | 6., Northwest | nicht qualifiziert                                      |
| 1995   | 24 | 12 | 9  | 3 | –   | 27  | 185 | 174 | 2., Northwest | Niederlage im Conference-Viertelfinale, 1:2 (San Diego) |
| 1996   | 28 | 10 | 17 | – | 1   | 21  | 185 | 229 | 4., Northwest | nicht qualifiziert                                      |
| 1997   | 24 | 6  | 16 | – | 2   | 14  | 123 | 185 | 5., Western   | nicht qualifiziert                                      |

## Bekannte Spieler
- Andrei Baschkirow
- Bruce Bell
- Alain Côté
- Link Gaetz
- Sean Gauthier
- Viktors Ignatjevs
- Stu Kulak
- Mike MacWilliam
- Jim McGeough
- Manon Rhéaume
- Dimitri Rodin
- Wadym Slywtschenko
- Sjarhej Stas
- Chris Valicevic